# George Cohen
George Reginald Cohen (Kensington, Londres, 22 de octubre de 1939-Londres, 23 de diciembre de 2022) fue un futbolista internacional británico.

## Carrera deportiva
Formó parte de la selección inglesa que obtuvo el título de campeona del mundo en el Mundial de Inglaterra de 1966. Fue incluido dentro de la selección ideal de ese campeonato.
Cohen jugó toda su carrera deportiva en el Fulham  F.C. donde demostró su valía como defensa comprometido y fuerte. Se incorporó a la plantilla profesional del club en 1956 en la que permaneció 13 años.